# Нинбюттель
Нинбюттель (нем. Nienbüttel) — община в Германии, в земле Шлезвиг-Гольштейн. 
Входит в состав района Штайнбург. Подчиняется управлению Шенефельд.  Население составляет 146 человек (на 31 декабря 2010 года). Занимает площадь 4,16 км².